# Зассовское сельское поселение
Зассовское сельское поселение — муниципальное образование в составе Лабинского района Краснодарского края России.
В рамках административно-территориального устройства Краснодарского края ему соответствует Зассовский сельский округ.
Административный центр — станица Зассовская.

## Население
| 2010  | 2012  | 2013  | 2014  | 2015  | 2016  | 2017  |
| ----- | ----- | ----- | ----- | ----- | ----- | ----- |
| 2739  | ↗2770 | ↘2763 | ↘2757 | ↗2761 | ↘2703 | ↗2719 |
| 2018  | 2019  | 2020  | 2021  | 2023  |       |       |
| ↘2689 | ↘2636 | ↘2586 | ↘2448 | ↘2385 |       |       |

## Населённые пункты
В состав сельского поселения (сельского округа) входят 4 населённых пункта:
| № | Населённый пункт | Тип населённого пункта | Население (чел.) |
| - | ---------------- | ---------------------- | ---------------- |
| 1 | Зассовская       | станица                | ↘2411            |
| 2 | Весёлый          | хутор                  | ↘138             |
| 3 | Подгорный        | посёлок                | ↘4               |
| 4 | Соцгородок       | посёлок                | ↘186             |